# Workers Solidarity Alliance
Workers Solidarity Alliance (WSA, Alianza Solidaria de Trabajadores) es un grupo activista de los Estados Unidos de América cuyas políticas están enraizadas en el anarcosindicalismo y la lucha de clases. WSA no es un sindicato. 
El grupo Workers Solidarity Alliance (WSA) fue creado a partir de una red ya existente, incluyendo el Libertarian Workers' Group, en 1984. La revista "Ideas y Acción", que  comenzaron a publicar en 1982, fue publicado por WSA de 1984 a 1997. WSA promueve que la clase obrera cree sus propias organizaciones de masas con el fin de ampliar un movimiento que libere la clase obrera de la subordinación a las clases dominantes. 
WSA aboga por el desarrollo del sindicalismo solidario de autogestión, ya sea a través de la reforma de los sindicatos existentes o la creación de nuevas organizaciones de masas autogestionadas en el lugar de trabajo. WSA también aboga por el desarrollo de las organizaciones de masas en régimen de autogestión en las luchas que surgen fuera del lugar de trabajo. WSA sostiene que la lucha contra la desigualdad de género, el racismo estructural y la opresión de los gais también son parte de la lucha más grande por la liberación social y la autogestión. 
WSA cree que tanto el capitalismo y el socialismo de Estado se basan en el sometimiento y la explotación de la clase obrera. Para la liberación de los trabajadores sería necesario que la clase obrera se hiciese con el control de las industrias en las que trabaja, el desmantelamiento de las jerarquías corporativas de arriba hacia abajo, además de la creación de nuevas instituciones de poder popular, basadas en la democracia participativa de las asambleas por barrios y lugares de trabajo, el desmantelamiento las jerarquías del estado, de forma que la mayoría de la gente tome control sobre los asuntos públicos.
El WSA formó durante unos años parte de la Asociación Internacional de los Trabajadores (AIT) y continua aceptando los Propósitos y Principios de la AIT. El 1 de mayo de 2010, la WSA relanza la publicación Ideas y Acción en formato de revista electrónica.